# Lotnictwo

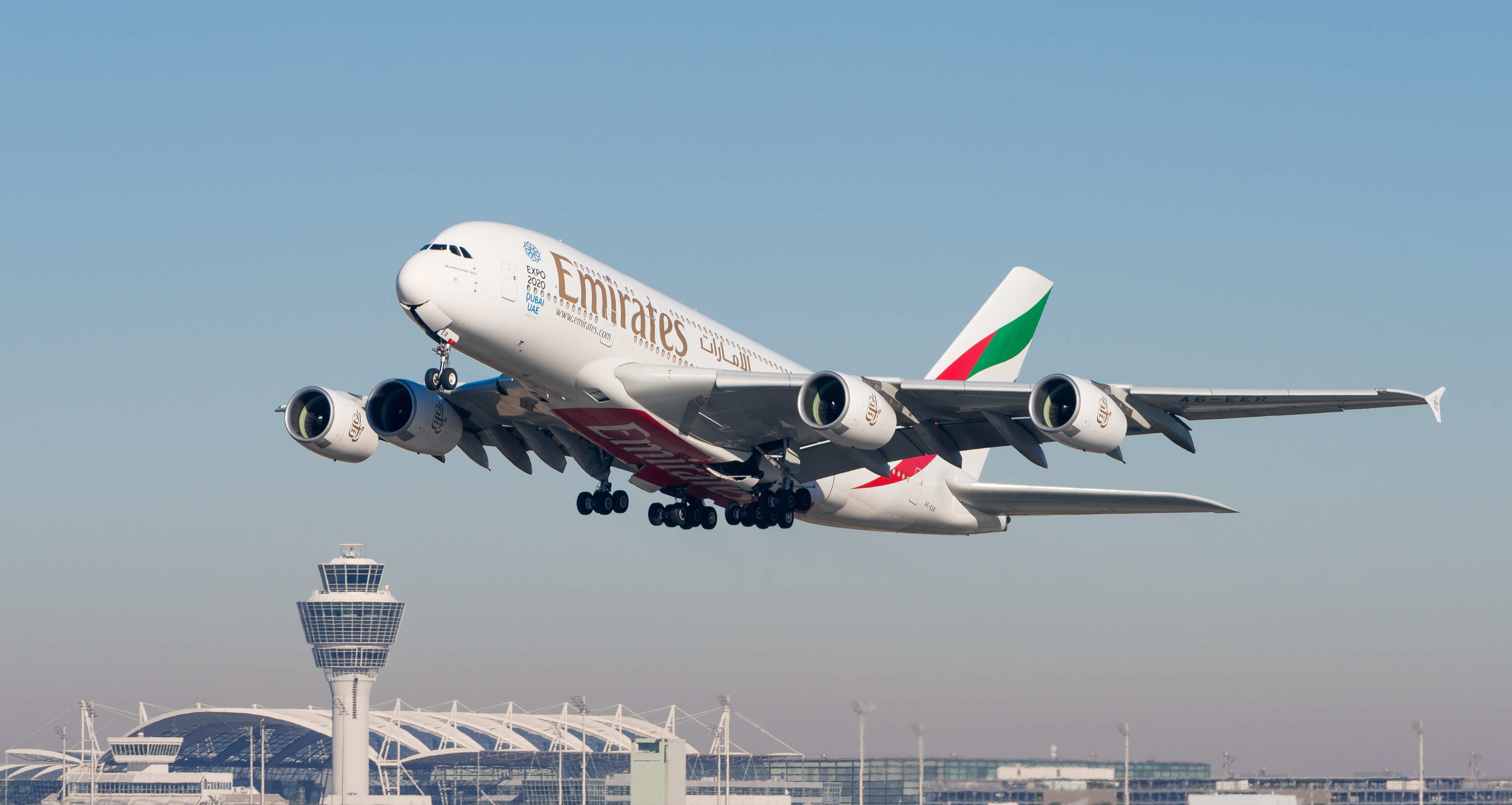
Cywilny samolot pasażerski Airbus A380

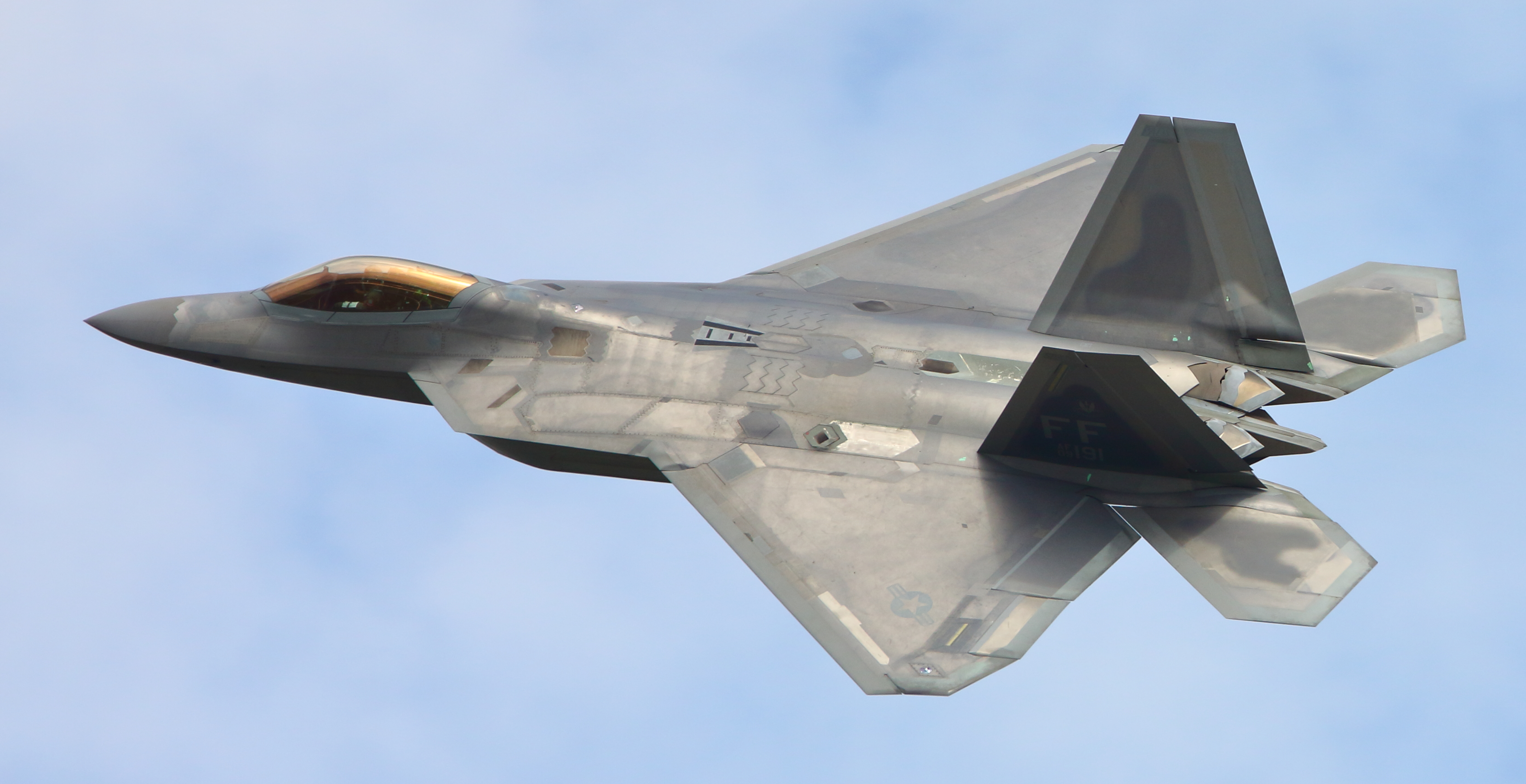
Wojskowy samolot myśliwski F-22 Raptor

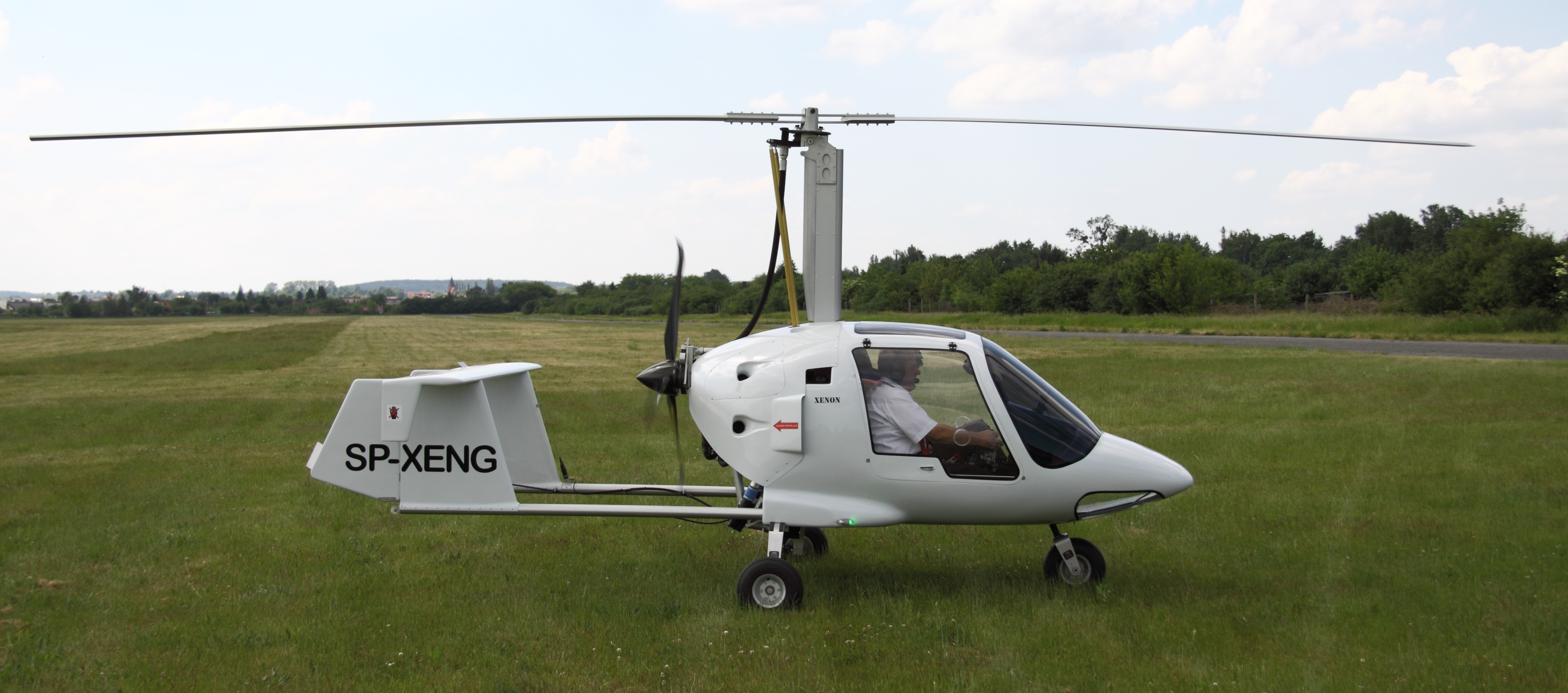
Wiatrakowiec Celier Xenon 2

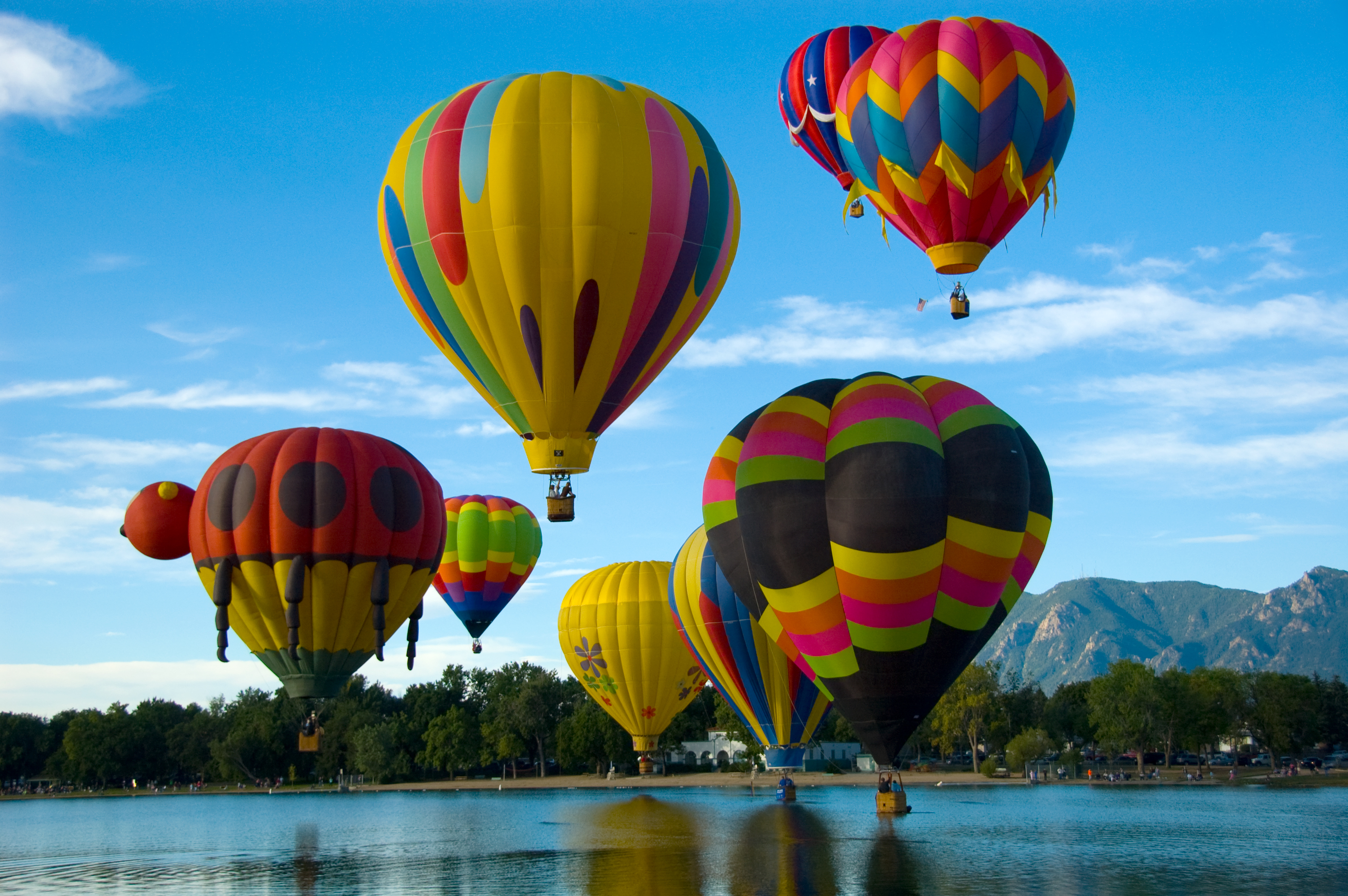
Balony na ogrzane powietrze

Lotnictwo – ogół zagadnień związanych z wszelkiego rodzaju statkami powietrznymi (samoloty, śmigłowce, szybowce, balony i drony). Lotnictwo dzieli się na cywilne (transportowe, sportowe, gospodarczo-usługowe) i wojskowe.
W węższym znaczeniu lotnictwo to nazwa gałęzi gospodarki, w tym przemysłu (np. technologie wytwarzania materiałów, systemów czy oprogramowania stosowanego), architektury obiektów przemysłowych (np. lotniska i wielkie kompleksy portów lotniczych), transportu (ruch lotniczy, w tym pasażerski, i lotnictwo ogólne), handlu (np. dostawy dóbr i usługi pocztowo-kurierskie) oraz usług społecznych (np. samoloty-kliniki okulistyczne) z użyciem statków powietrznych (głównie samolotów).
W ujęciu wojskowym lotnictwo to element powietrzny sił zbrojnych, zwany wojskami lotniczymi, którego podstawową bronią są różnego rodzaju statki powietrzne.

## Historia
Wiele kultur usiłowało stworzyć i ujarzmić przedmioty latające. Najwcześniejszymi z nich były kamienie i włócznie, następnie bardziej skomplikowane jak bumerangi, latawce czy sztuczne ognie. Wczesne legendy opowiadały o ludziach wznoszących się w powietrze – w starożytnej Grecji był to mitologiczny Ikar, w Chinach mówiono o krótkich lotach z wykorzystaniem wielkich latawców. Rozpoczęcie współczesnego okresu lotnictwa datuje się na 21 listopada 1783 roku wraz z pierwszym udokumentowanym lotem balonu na gorące powietrze braci Montgolfier. Możliwości praktycznego wykorzystania pierwszych balonów do komunikacji były niewielkie, ponieważ ich lot był zależny od kierunku wiatru.
Pierwszy oficjalnie uznany lot aerodynamiczny miał miejsce w 1903 roku w Kitty Hawk dzięki braciom Wright, a co za tym idzie Karolina Północna w Stanach Zjednoczonych uznawana jest za miejsce narodzin lotnictwa.

## Loty w kosmos
Lotnictwo na ogół nie obejmuje zagadnień związanych z lotami w kosmos, którymi zajmuje się astronautyka. Istnieją jednak lub zaproponowane zostały systemy, gdzie lot orbitalny lub suborbitalny, czy nawet opuszczenie strefy grawitacji Ziemi lotem międzyplanetarnym, jest do wykonania pojazdem kosmicznym startującym ze specjalnie przystosowanego samolotu wzniesionego na wysoki pułap lotu, gdzie energetyczny koszt rozpoczęcia lotu kosmicznego, i (co za tym idzie) potrzebna masa pojazdu z potrzebnym paliwem jest znacznie zmniejszona w porównaniu ze startem za pomocą wielkiej rakiety odpalonej z powierzchni.

## Przemysł lotniczy

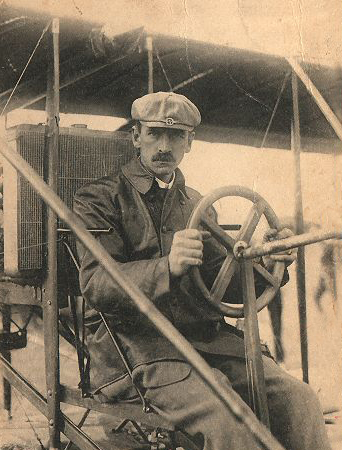
Twórca przemysłu lotniczego Glen Curtiss

Na początku XX wieku staraniami prywatnych pasjonatów narodziło się lotnictwo jako takie, na początku XX wieku powstał też przemysł lotniczy. Pierwsze na świecie przedsiębiorstwo lotnicze zostało założone przez braci Wright w 22 listopada 1909 roku w Północnej Karolinie, za kolebkę przemysłu lotniczego uznaje się jednak wyspę Long Island koło Nowego Jorku w Stanach Zjednoczonych. Dogodnie położona w pobliżu wielkiego miasta, ze swoją jedyną na wschód od Appalachów prerią – 24 281 hektarów pokrytej trawą powierzchni w centrum Nassau County – stwarzała idealne warunki dla ówczesnego lotnictwa. Duży, płaski i pozbawiony drzew obszar Hempstead Plains, a także niskie zaludnienie tego rejonu, powodowały, że teren ten był bardzo dogodny do budowy lotnisk. Miano kolebki lotnictwa Long Island zawdzięcza Glenowi Curtissowi, pionierowi lotnictwa, który za pomocą swojego samolotu Golden Flyer 29 czerwca 1909 roku jako pierwszy wykonał lot nad Nowym Jorkiem. W 1917 roku sam Curtiss utworzył, wyposażone między innymi w tunel aerodynamiczny o średnicy trzech metrów, przedsiębiorstwo Curtis Engineering Corporation w Hazelhurst Field, wkrótce zwane Roosevelt Field. Tym sposobem Roosevelt Field stało się pierwszym na świecie miejscem w całości poświęconym badaniom i testom w zakresie lotnictwa. W latach 1919–1939 na Long Island swoją siedzibę miało około 24 przedsiębiorstw przemysłu lotniczego, które razem tworzyły największy pojedynczy ośrodek przemysłu lotniczego w USA. W trakcie  okresu zwanego Złotym Wiekiem Awiacji, w latach 20. i 30., na Long Island działało więcej wytwórni lotniczych, niż w jakiejkolwiek innej części Stanów Zjednoczonych. Wkrótce, do największych działających tu przedsiębiorstw należał – założony przez Leroya Grummana – Grumman Aircraft Engineering Corporation, a także Republic Aviation.
Pierwsze przedsiębiorstwa lotnicze w Europie zostały założone we Francji – założony w 1908 roku Farman Aviation Works, następnie zaś założona w 1909 roku przez Louisa Blériota firma Blériot Aéronautique, rok później zaś, w Wielkiej Brytanii powstało przedsiębiorstwo Avro. Wiele ówczesnych przedsiębiorstw działało jednak w bardzo niewielkim zakresie, a rozwój lotnictwa był dynamiczny, co doprowadziło do powstania wielu firm Europie i Stanach Zjednoczonych w krótkim czasie.